# Périgée
Cet article court présente un sujet plus développé dans : Périapside.

Apogée et périgée.

Le périgée d'un satellite de la Terre (la Lune ou un satellite artificiel) est le point de son orbite qui est le plus proche du centre de la Terre (plus exactement, de leur centre de masse commun). Le point qui en est le plus loin est l'apogée.